# Пахомова, Надежда Викторовна
Пахо́мова Наде́жда Ви́кторовна (род. 1 марта, Ленинград) — советский и российский учёный-экономист, педагог высшей школы, автор и соавтор широко известных учебников по экономике природопользования, экологическому менеджменту и экономике отраслевых рынков. Доктор экономических наук, профессор кафедры экономической теории Санкт-Петербургского государственного университета. Член-корреспондент Российской академии естественных наук. Почетный работник высшего профессионального образования Российской Федерации. Заслуженный работник высшей школы Российской Федерации (2020).

## Биография

### Ранние годы
Надежда Викторовна Пахомова родилась в Ленинграде в семье военного врача. В 1966 году поступила на отделение экономической кибернетики Ленинградского государственного университета (ЛГУ), которое закончила в 1971 году. С 1971 года по 1974 год обучалась в аспирантуре ЛГУ по направлению «политическая экономия», затем начала работать на экономическом факультете. В 1974 году защитила кандидатскую диссертацию на тему «Экономическое содержание оценок природных ресурсов и пути их количественного определения: на примере лесных ресурсов» и 18 июля 1975 года получила учёную степень кандидата экономических наук.

### Профессор кафедры экономической теории ЛГУ/СпбГУ
В 1988 году защитила докторскую диссертацию и 10 марта 1989 года получила учёную степень доктора экономических наук. В 1991 году ей было присвоено звание профессора кафедры экономической теории Санкт-Петербургского государственного университета. В процессе научно-педагогической деятельности в конце 1980-х — 1990-х годах разрабатывала дисциплины макро- и микроэкономику, экологический менеджмент, зеленую экономику и экологическую безопасность, страхование экологических рисков, экономику отраслевых рынков и стратегический конкурентный анализ, стратегии бизнеса и макроэкономическое регулирование, анализ товарных рынков и антимонопольный контроль экономической концентрации. Одной из первых в Санкт-Петербурге и в России ввела в образовательный процесс некоторые из этих дисциплин. Начиная с 1990-х годов, руководит фундаментальными научно-исследовательскими проектами, включая международные, направленными на вовлечение в научную деятельность университетской молодежи.
Выступала с лекциями в Стокгольмской Школе Экономики в Санкт-Петербурге, в Университете города Монтевидео (Уругвай), в Люблянском университете (Словения), в Европейском Университете Виадрина (Франкфурт-на-Одере, Германия) и ряде других. В период с 2006 года по 2012 год была лектором на курсах повышения квалификации преподавателей высшей школы Российской Федерации.
В 2003 году Пахомова была избрана членом-корреспондентом Российской академии естественных наук. Вклад Пахомовой в формирование и развитие направления экологической экономики отмечен в энциклопедии «Кто есть кто в экономике природопользования».
В период с 2009 по 2014 год была научным руководителем дирекции магистерских программ экономического факультета Санкт-Петербургского государственного университета, участвовала в модернизации системы образовательных программ и их перестройке на соответствие стандартам нового поколения. Выступала инициатором и участником подготовки и издания серии из одиннадцати учебников нового поколения для магистерских программ, реализуемых в Санкт-Петербургском государственном университете по направлениям: международные отношения, политология, социология и экономика, в том числе учебника «Институты и экономическое развитие: отечественный и зарубежный опыт».
В настоящее время является членом Российского отделения Международного общества экологической экономики.

## Работа в ученых советах
На протяжении 15 лет являлась заместителем председателя Диссертационного Совета Д.212.232.38 и членом Диссертационного Совета Д.212.232.27 по защите докторских и кандидатских диссертаций. С 2014 года по 2018 год являлась Председателем объединённого Диссертационного Совета Д.212.232.69 по защите докторских и кандидатских диссертаций на базе экономического факультета и Высшей школы менеджмента СпбГУ. Член Ученого совета Экономического факультета СпбГУ. Под научным руководством Пахомовой защищено 23 кандидатские и 3 докторские диссертации. Основная часть защитившихся соискателей в настоящее время работает в ведущих университетах России на преподавательских должностях, а также в органах государственной власти и управления.

## Экспертная работа и участие в работе научно-исследовательских организаций и научных изданий
Пахомова является членом редакционной коллегии Вестника Санкт-Петербургского государственного университета, серия 5: Экономика, членом редакционной коллегии журнала «Проблемы современной экономики».
В период с 2015 года по 2017 год была заместителем руководителя международной исследовательской лаборатории Санкт-Петербургского государственного университета «Эффективность экономики и окружающая среда» (руководитель Ф. Ван Дер Плоег). Является заместителем руководителя магистерской программы «Бизнес России и стран Содружества в глобальной экономике». В качестве члена рабочей группы принимала активное участие в формировании учебного плана новой образовательной магистерской программы «Правовая защита экономической конкуренции» на юридическом факультете Санкт-Петербургского государственного университета.
В 2011-2013 годах под руководством Пахомовой была завершена научно-исследовательская работа «Экономика инновационных изменений и ее организационно-институциональная поддержка», результатом которой стала защита нескольких кандидатских диссертаций и публикация фундаментального монографического издания.
В апреле 2019 года Пахомова участвовала в проведенных Государственной Думой парламентских слушаниях «О гуманитарном векторе международной политики Российской Федерации на современном этапе», где выдвинула ряд предложений по путям продвижения на мировые рынки российских образовательных услуг, которые вошли в принятые итоговые рекомендации и были зафиксированы в поручении Президента Российской Федерации Правительству.

## Научные работы
Общее число опубликованных работ составляет более 230 (в том числе, на английском и немецком языках), включая 15 монографических изданий.

### Основные труды
- Пахомова Н. В. Экономическая структура социалистического природопользования: становление, функционирование, совершенствование / Н. В. Пахомова. — Л.: Изд-во ЛГУ, 1985. — 168 с.
- Формирование нового хозяйственного механизма : Межвуз. сб. / Под ред. Н. В. Пахомовой, В. Т. Рязанова. — Л.: Изд-во ЛГУ, 1991. — 176 с. ISBN 5-288-00631-8
- Экономическая теория на пороге XXI века. Рязанов В. Т., Пахомова Н. В., Смирнов И. К., Шевелев А. А., Соколов Б. И., Широкорад Л. Д., Погребняк А. А., Рыбаков Ф. Ф., Ушанков В. А., Осипов Ю. М., Дроздова Н. П., Румянцев М. А., Волков С. Д., Дятлов С. А. Монография / Академия гуманитарных наук, МГУ. Центр общественных наук. Экономический факультет Санкт-Петербургского государственного экономического университета. Москва, 1998. Т. 2. — 768 c. — ISBN 5-7975-0055-8;
- Экономика природопользования и экологический менеджмент: Учебник для вузов / Н. В. Пахомова, К. К. Рихтер; СПб. гос. ун-т. СПб: Издательство Санкт-Петербургского университета, 1999. — 486 с. ISBN 5-288-02398-0
- Пахомова Н. В. Экологический менеджмент: учеб. пособ. для студентов по спец. «Экономика и упр. на предприятии (по отраслям)» / Надежда Викторовна Пахомова, Альфред Зендерс, Кнут Рихтер. — СПб.: М.; Питер, 2003. — 536 с.;
- Экономика отраслевых рынков и политика государства / Н. В. Пахомова, К. К. Рихтер. — Москва : Экономика, 2009. — 814 с.
- Экономика инновационных изменений и ее организационно-институциональная поддержка: [монография] / Н. В. Пахомова и др., под ред. Н. В. Пахомовой; Санкт-Петербургский гос. ун-т. — Санкт-Петербург: Санкт-Петербургский гос. ун-т, 2013. — 453 с. ISBN 978-5-288-05492-1
- Пахомова Н. В., Рихтер К. К. Цифровая экономика как инновация 21-го века: вызовы и шансы для устойчивого развития. В: Проблемы современной экономики. — 2018. — Том 66. — № 2.
- Пахомова Н. В., Рихтер К. К., Чернова Е. Г., Батистова О. И., Малышков Г. Б., Казьмин А. А. / Экономика отраслевых рынков: университетский учебник. Санкт-Петербург: Издательство Санкт-Петербургского университета, 2019. — 640 с. ISBN 978-5-288-05956-8
- Pakhomova N., Batistova O. Transfer pricing as a way of minimizing the tax burden: international experience of counteraction // Series: Advances in Economics, Business and Management Research. Proceedings of the Third International Economic Symposium (IES 2018). Atlantic Press. November 2019 — P. 16-25. ISBN 978-94-6252-847-5

## Награды
- Заслуженный работник высшей школы Российской Федерации (14 сентября 2020 года) — за заслуги в научно-педагогической деятельности, подготовке квалифицированных специалистов и многолетнюю добросовестную работу[2].
- Почетная грамота Ленинградского государственного университета за педагогическое мастерство (1985)[1];
- Университетская премия Ленинградского государственного университета «За лучшую научную работу» (1988)[1];
- Государственная научная стипендия (2000)[1];
- Нагрудный знак «Почетный работник высшего профессионального образования Российской Федерации» (2002).